# Street (cráter)

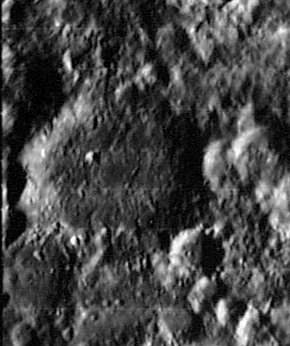
Fotografía de la misión Lunar Orbiter 4

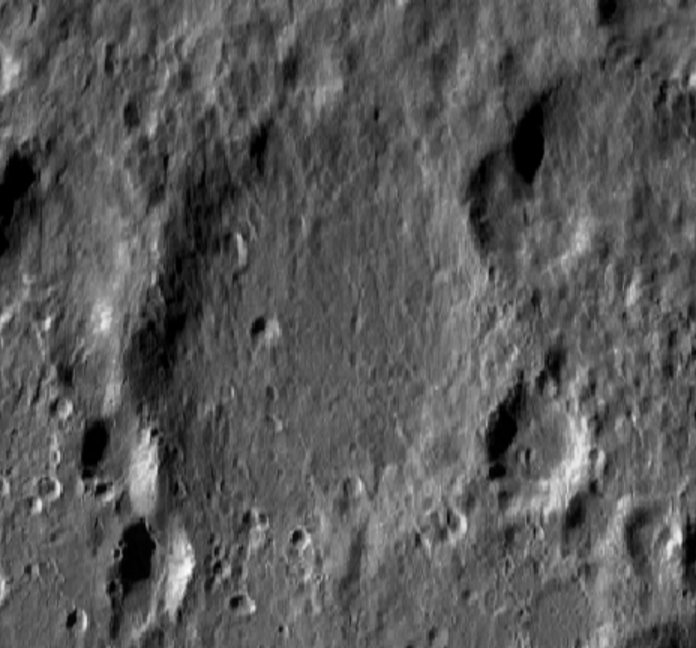
Imagen de la misión LRO

Street es un cráter de impacto lunar ubicado justo al sur del prominente cráter Tycho, distinguible por su destacado sistema de marcas radiales. Se encuentra dentro de la falda de eyección de alto albedo de Tycho, y aparece más desgastado que su vecino más reciente y más grande.
|  |

Presenta varios cráteres más pequeños unidos a su borde occidental, así como dos cráteres en su lado este. El suelo es relativamente liso y plano, a excepción de un cratercillo situado en la mitad occidental. El cráter tiene 58 kilómetros de diámetro y 1.500 metros de profundidad. Puede pertenecer al Período Pre-Ímbrico, que abarcó entre 4550 y 3850 millones de años atrás.
Debe su nombre el astrónomo inglés del siglo XVII Thomas Street.

## Cráteres satélite
Por convención estos elementos son identificados en los mapas lunares poniendo la letra en el lado del punto medio del cráter que está más cerca de Street.
|        | \| Street \| Coordenadas \| Diámetro \| \| ------ \| ------------------------------ \| -------- \| \| A \| 47°00′S 9°00′O / -47.0, -9.0 \| 17 km \| \| B \| 47°06′S 12°06′O / -47.1, -12.1 \| 14 km \| \| C \| 48°18′S 15°24′O / -48.3, -15.4 \| 15 km \| \| D \| 48°54′S 12°36′O / -48.9, -12.6 \| 11 km \| \| E \| 47°30′S 11°48′O / -47.5, -11.8 \| 12 km \| \| F \| 48°18′S 16°36′O / -48.3, -16.6 \| 8 km \| \| G \| 46°36′S 15°00′O / -46.6, -15.0 \| 11 km \| \| H \| 48°18′S 12°12′O / -48.3, -12.2 \| 29 km \| \| J \| 48°42′S 13°42′O / -48.7, -13.7 \| 7 km \| \| K \| 47°36′S 13°06′O / -47.6, -13.1 \| 9 km \| \| L \| 50°42′S 13°30′O / -50.7, -13.5 \| 8 km \| \| M \| 47°42′S 14°36′O / -47.7, -14.6 \| 49 km \| \| N \| 48°06′S 10°24′O / -48.1, -10.4 \| 5 km \| \| P \| 45°42′S 11°54′O / -45.7, -11.9 \| 6 km \| \| R \| 49°06′S 14°30′O / -49.1, -14.5 \| 5 km \| \| S \| 49°00′S 14°42′O / -49.0, -14.7 \| 4 km \| \| T \| 49°12′S 15°06′O / -49.2, -15.1 \| 9 km \| |          |
| Street | Coordenadas | Diámetro |
| A      | 47°00′S 9°00′O / -47.0, -9.0 | 17 km    |
| B      | 47°06′S 12°06′O / -47.1, -12.1 | 14 km    |
| C      | 48°18′S 15°24′O / -48.3, -15.4 | 15 km    |
| D      | 48°54′S 12°36′O / -48.9, -12.6 | 11 km    |
| E      | 47°30′S 11°48′O / -47.5, -11.8 | 12 km    |
| F      | 48°18′S 16°36′O / -48.3, -16.6 | 8 km     |
| G      | 46°36′S 15°00′O / -46.6, -15.0 | 11 km    |
| H      | 48°18′S 12°12′O / -48.3, -12.2 | 29 km    |
| J      | 48°42′S 13°42′O / -48.7, -13.7 | 7 km     |
| K      | 47°36′S 13°06′O / -47.6, -13.1 | 9 km     |
| L      | 50°42′S 13°30′O / -50.7, -13.5 | 8 km     |
| M      | 47°42′S 14°36′O / -47.7, -14.6 | 49 km    |
| N      | 48°06′S 10°24′O / -48.1, -10.4 | 5 km     |
| P      | 45°42′S 11°54′O / -45.7, -11.9 | 6 km     |
| R      | 49°06′S 14°30′O / -49.1, -14.5 | 5 km     |
| S      | 49°00′S 14°42′O / -49.0, -14.7 | 4 km     |
| T      | 49°12′S 15°06′O / -49.2, -15.1 | 9 km     |